# Kleinhül
Großenhül (oberfränkisch: Glaahül) ist ein Gemeindeteil des Marktes Wonsees im Landkreis Kulmbach (Oberfranken, Bayern). Kleinhül liegt in der Gemarkung Sanspareil.

## Geografie
Das Dorf liegt auf einer Hochebene, die zum Einzugsgebiet der Wiesent gehört und im nordöstlichsten Teil der Fränkischen Schweiz liegt. Die Nachbarorte sind Großenhül im Norden, Gelbsreuth im Süden, Wonsees im Westen und Sanspareil im Nordwesten. Das Dorf ist vom drei Kilometer entfernten Wonsees aus über die Kreisstraße KU 8 erreichbar, von der in Großenhül die nach Süden führende Kreisstraße KU 23 abzweigt.

## Geschichte
Der Ort wurde um 1388 als „Kleinhule“ erstmals urkundlich erwähnt. Der Ortsname leitet sich von hul(i)wa ab (ahd. für stehendes Gewässer, heute noch gebräuchlich, siehe Hüle).
Mit dem Gemeindeedikt wurde Kleinhül dem 1811 gebildeten Steuerdistrikt Wonsees und der 1818 gebildeten Ruralgemeinde Sanspareil, zugewiesen. Am 1. Juli 1972 wurde Kleinhül im Zuge der Gebietsreform in Bayern in den Markt Wonsees eingegliedert.

## Baudenkmäler
Baudenkmäler sind drei Wohnstallhäuser und ein Denkmal für die Gefallenen beider Weltkriege.

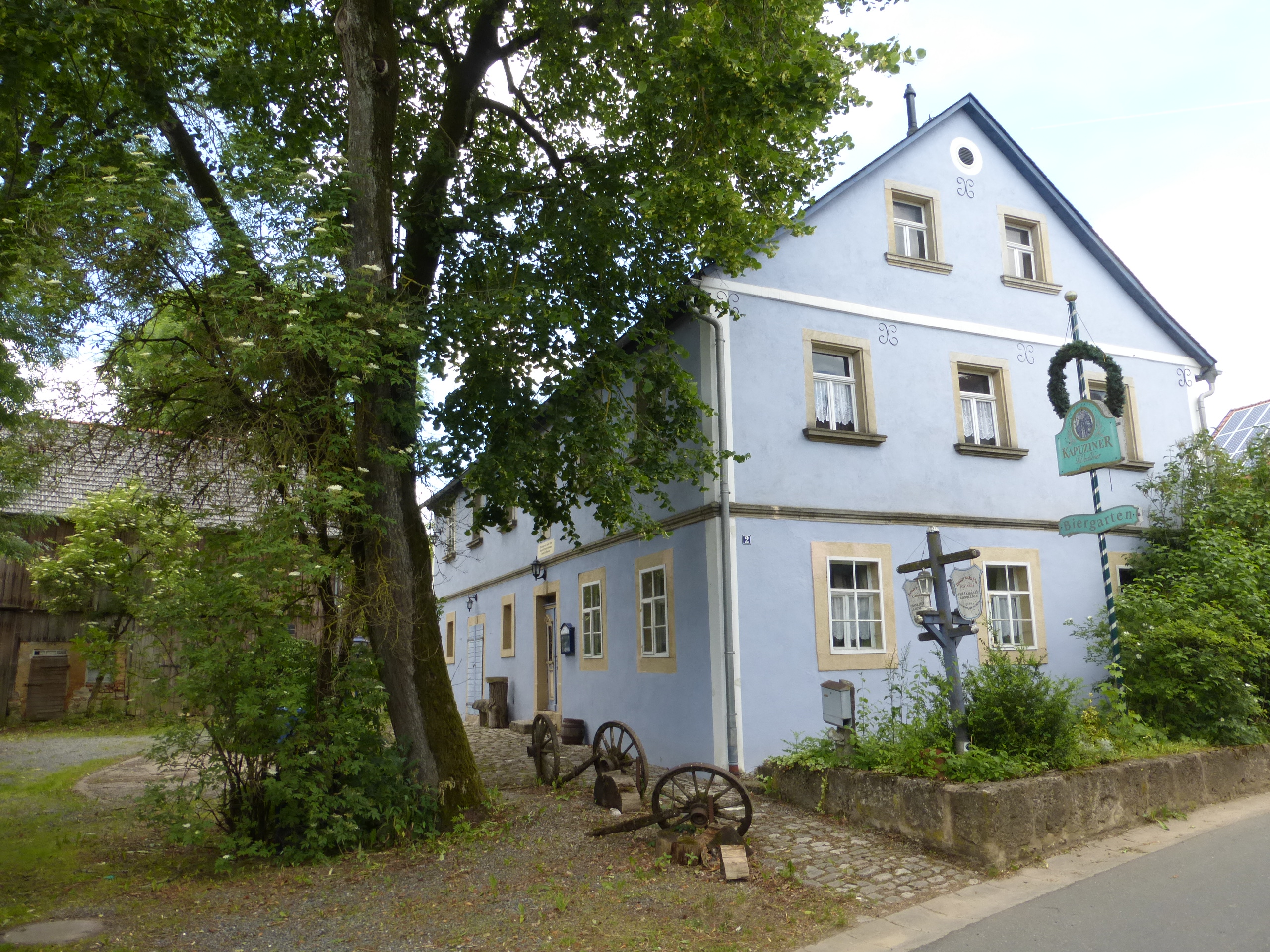
Wohnstallhaus „Kleinhül 2“
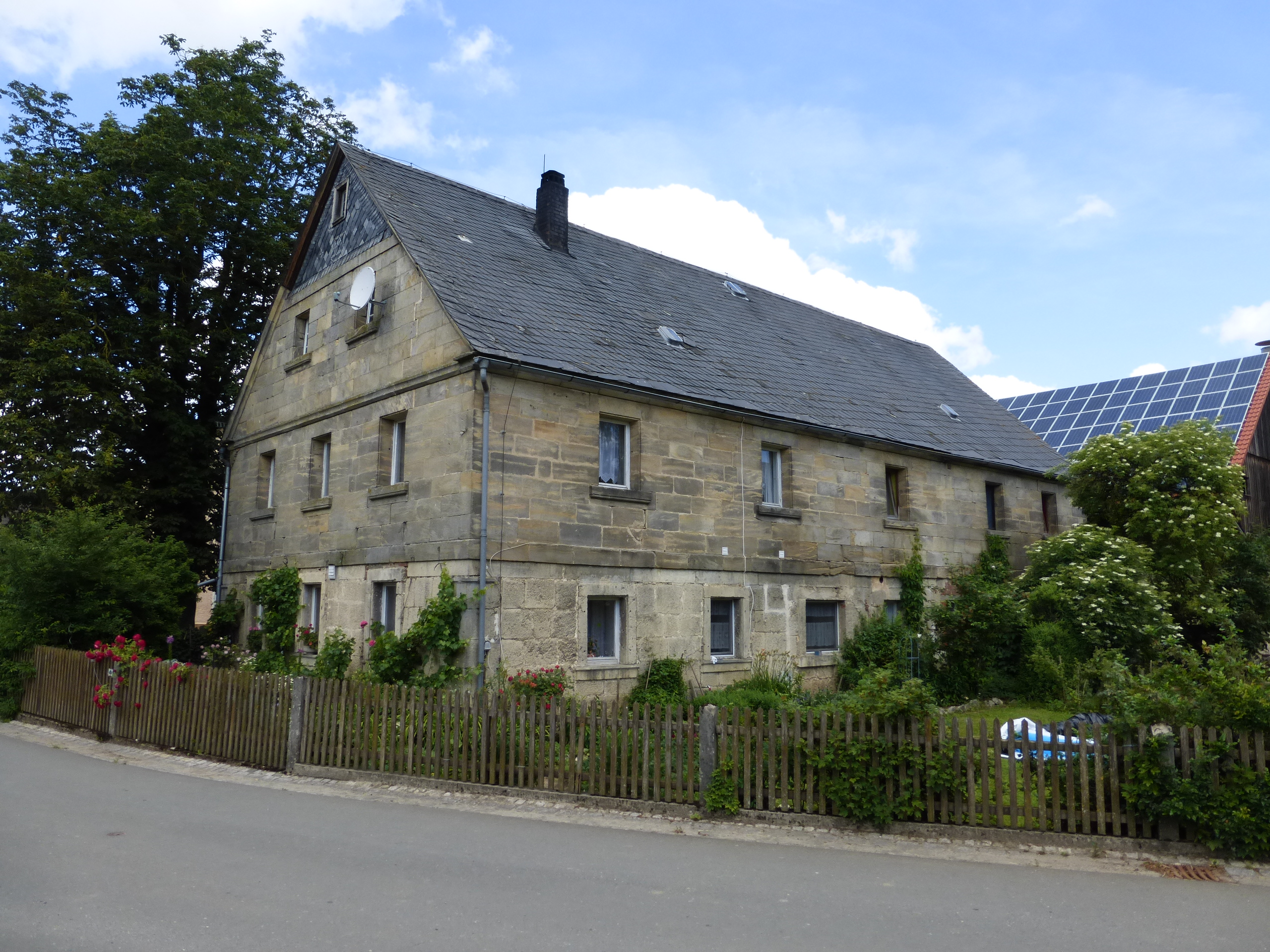
Wohnstallhaus „Kleinhül 8“
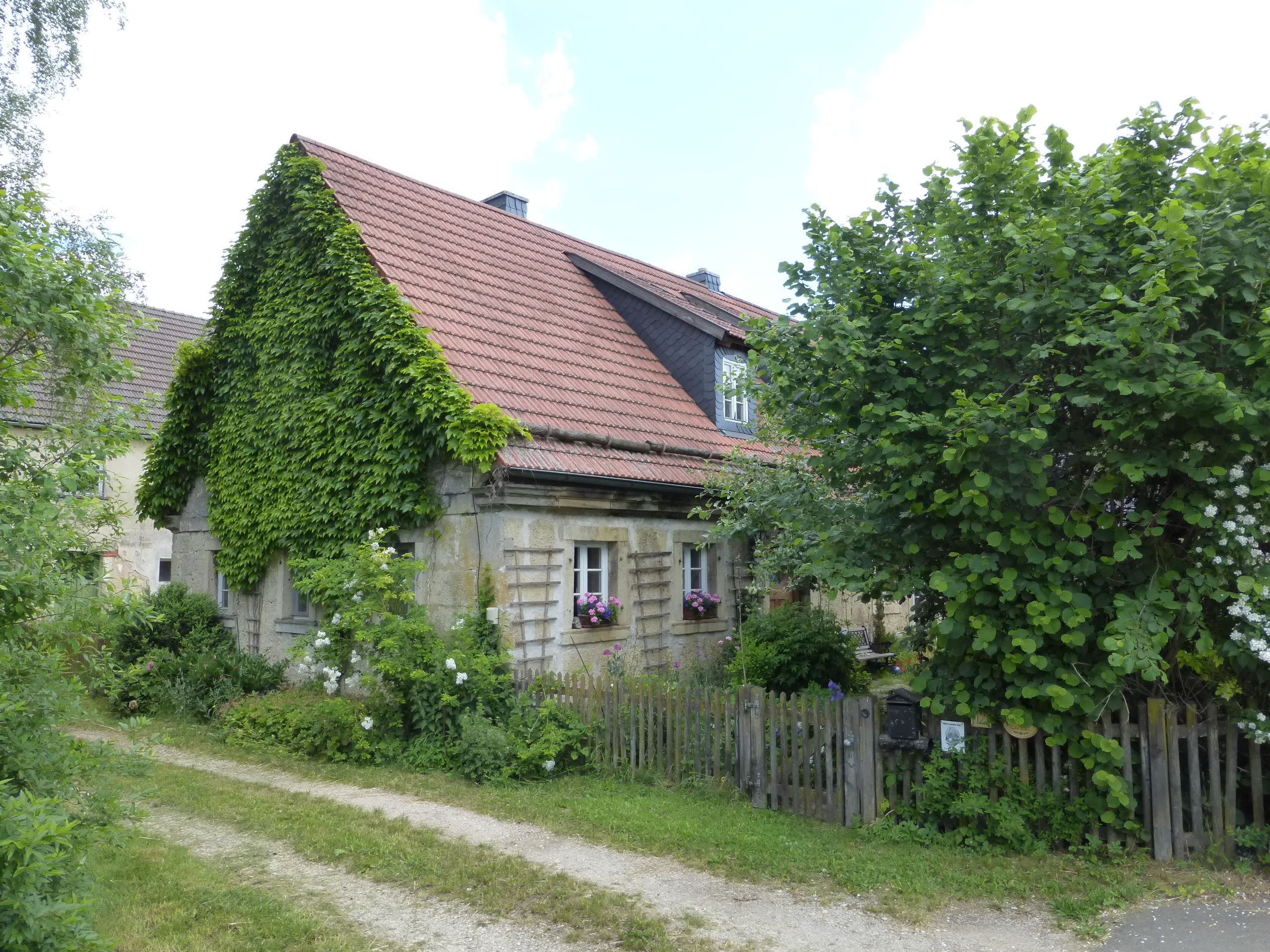
Wohnstallhaus „Kleinhül 12“
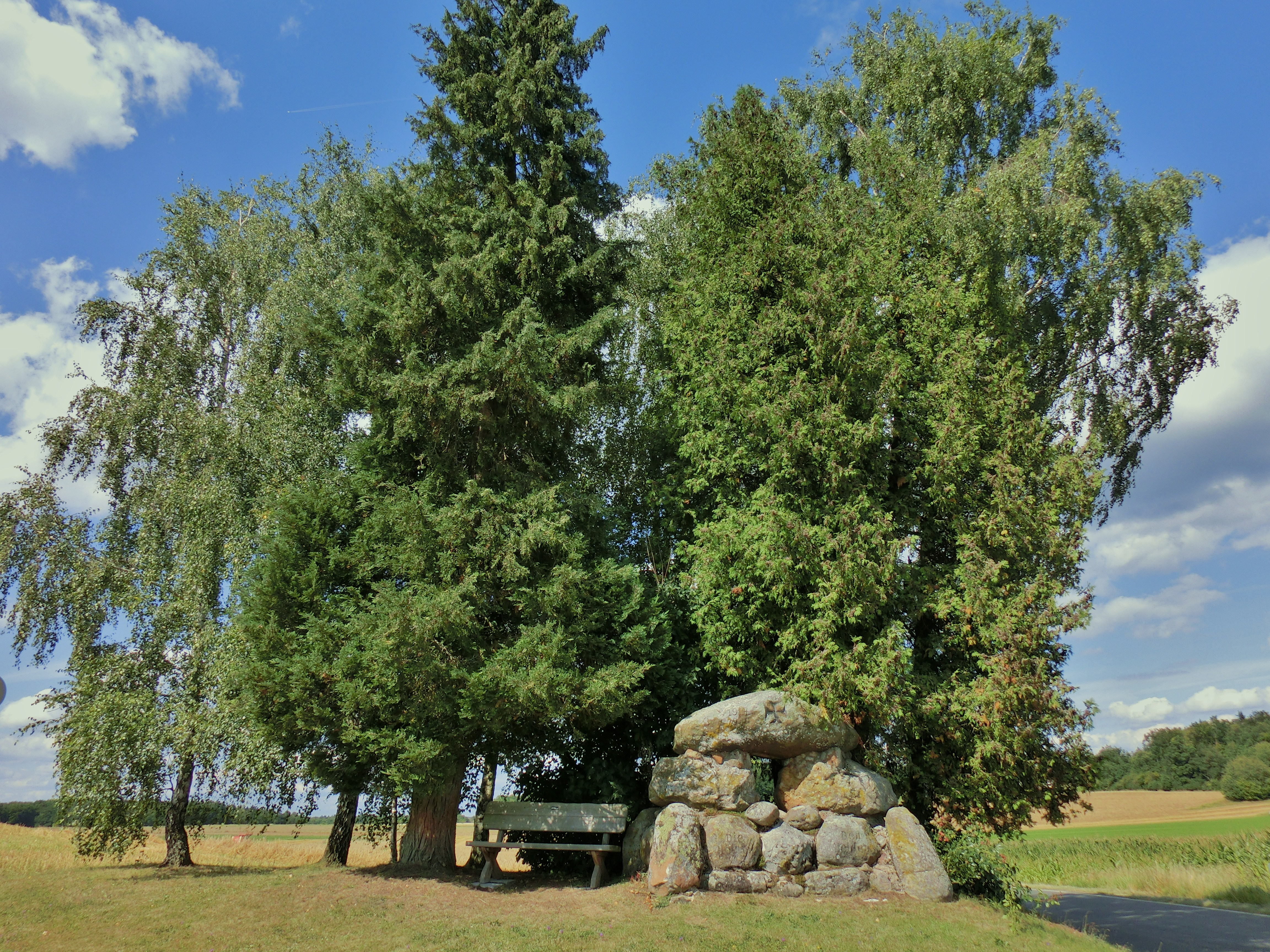
Gefallenendenkmal